# Aguas Blancas (Valledupar)
Aguas Blancas es uno de los centros poblados del municipio colombiano de Valledupar, ubicado en su zona suroccidental, entre el piedemonte de la Sierra Nevada de Santa Marta y el río Cesar, en el departamento del mismo nombre.
Aguas Blancas es un centro poblado con mucha prosperidad en los tiempos del algodón. Hoy en día se encuentra influenciada por las grandes porciones de tierra, dedicada a la ganadería.

## Propuesta de elevación a municipalidad
Existe una propuesta para la creación de un nuevo municipio colombiano en el departamento del Cesar entre los habitantes de los corregimientos de Aguas Blancas, Caracolí, El Perro, Guaimaral, Los Venados, Mariangola, Villa Germania, desprendiéndose del municipio de Valledupar.

## Geografía
Limita hacia el norte con:El municipio de Pueblo Bello y la Sierra Nevada de Santa Marta; Al oriente limita con el centro poblado Valencia de Jesús; Hacia el sur limita con: el municipio de San Diego teniendo como límite el río Cesar; Al occidente limita con el corregimiento de Mariangola.
La zona es mayormente plana, levemente inclinada en su parte norte debido al arrastre de sedimentos de la Sierra Nevada hacia el centro del valle del río Cesar. 
El centro poblado también hace parte de la cuenca del río Cesar, el cual conforma su límite territorial en la parte sur. El territorio también es atravesado por los ríos Los Clavos, Aguas Blancas, Pesquería, Contrabando, Cesarito y El Arenoso, los cuales son afluentes del río Cesar.
Durante la temporada de sequía o de verano, la zona es propensa a incendios forestales.

## Ríos
El centro poblado Aguas Blancas Cuenta con 3 ríos principales los cuales son el río Aguas Blancas el cual atraviesa el pueblo por la mitad de norte a sur, el río Sambapalo que se encuentra ubicado en los límites de los centros poblados Aguas Blancas y Valencia de Jesús y estos dos desembocan en el río Cesarito y por último el río Pesquería que se encuentra ubicado en los límites del centro poblado Aguas Blancas y el corregimientos de Mariangola. 
El centro poblado y sus alrededores cuenta con 5 balnearios los cuales son: El Contrabando, El Silencio, Piedras Lisas, El Toca Pito y El Poso De Los Caballos.

## Historia
Durante la época precolombina, la zona fue habitada por indígenas de la etnia Chimila. Con la llegada de los españoles conquistadores y colonizadores, la región se convirtió en zona de pastoreo para hatos ganaderos y la agricultura. Los españoles fundaron su centro administrativo en la población de Valencia de Jesús. Tras la guerra de independencia de España, las tierras de Aguas Blancas pasaron a formar parte de la jurisdicción de Valledupar. 
El centro poblado Aguas Blancas fue creado en 1958 y tiene aproximadamente 6.500 habitantes en el 2014 .
A mediados de la década de 1970, en el departamento del Cesar se cultivaron miles de hectáreas de algodón, lo que generó una importante bonanza. Aguas Blancas se convirtió en una importante zona para la economía departamental con varios propietarios de fincas sembrando en la zona.  La crisis del algodón a finales de la década de 1980, cuando el gobierno prohibió la importación y uso de un herbicida utilizado en los cultivos de algodón que tenía cancerígenos. Miles de personas perdieron sus empleos y la gran desmotadora de algodón que se construyó en Aguas Blancas funcionó brevemente antes de entrar en quiebra. 
A partir de la crisis algodonera, el conflicto armado colombiano se recrudeció en la zona, con las guerrillas de las FARC (frentes 19 y 59) y el ELN (frente 6 de diciembre) operando en Aguas Blancas, en especial contra los propietarios de fincas en la zona a quienes asesinaban o les mataban su ganado, secuestraban o extorsionaban. También realizaban secuestros masivos o "pescas milagrosas" sobre la carretera Valledupar-Bosconia. Las víctimas que eran secuestradas sobre la carretera en Aguas Blancas eran luego llevadas a sus campamentos ubicados en el cerro Góngora, cerca del centro poblado Las Minas de Iracal, en el municipio de Pueblo Bello.
Las FARC realizó asaltos armados contra las poblaciones de Valencia de Jesús y Aguas Blancas en 2002, dejando a varios pobladores muertos o heridos, además de la destrucción de viviendas. También atacaron constantemente a unidades de la fuerza pública.
A mediados de la década de 1990 hasta mediados de la década de 2000, los paramilitares del Bloque Norte de las Autodefensas Unidas de Colombia (AUC) al mando de alias Jorge 40, David Hernández Rojas 'alias 39', alias 'Daniel Centella' y alias 38, incursionaron en Aguas Blancas para contrarrestar el accionar de las guerrillas. En muchos casos las AUC actuaron de la mano de unidades del Ejército. La violencia fue constante en la región y las amenazas por los bandos armados contra la población civil ocasionó que el 80% de los habitantes de Aguas Blancas abandonaran el pueblo.
A partir de las demobilización de los paramilitares de las AUC, la violencia disminuyó y algunos de los pobladores desplazados volvieron y exigieron que sus tierras despojadas por delincuentes fueran devueltas, sin embargo, algunas amenazas persistieron por parte de exmiembros de las AUC debido a la reclamación de tierras.
Unas de las Primeras familias que habitaron en Aguas Blancas Fueron: La Familia García, Villalba, y De Castro Figueroa entre otros.

## Organización político-administrativa

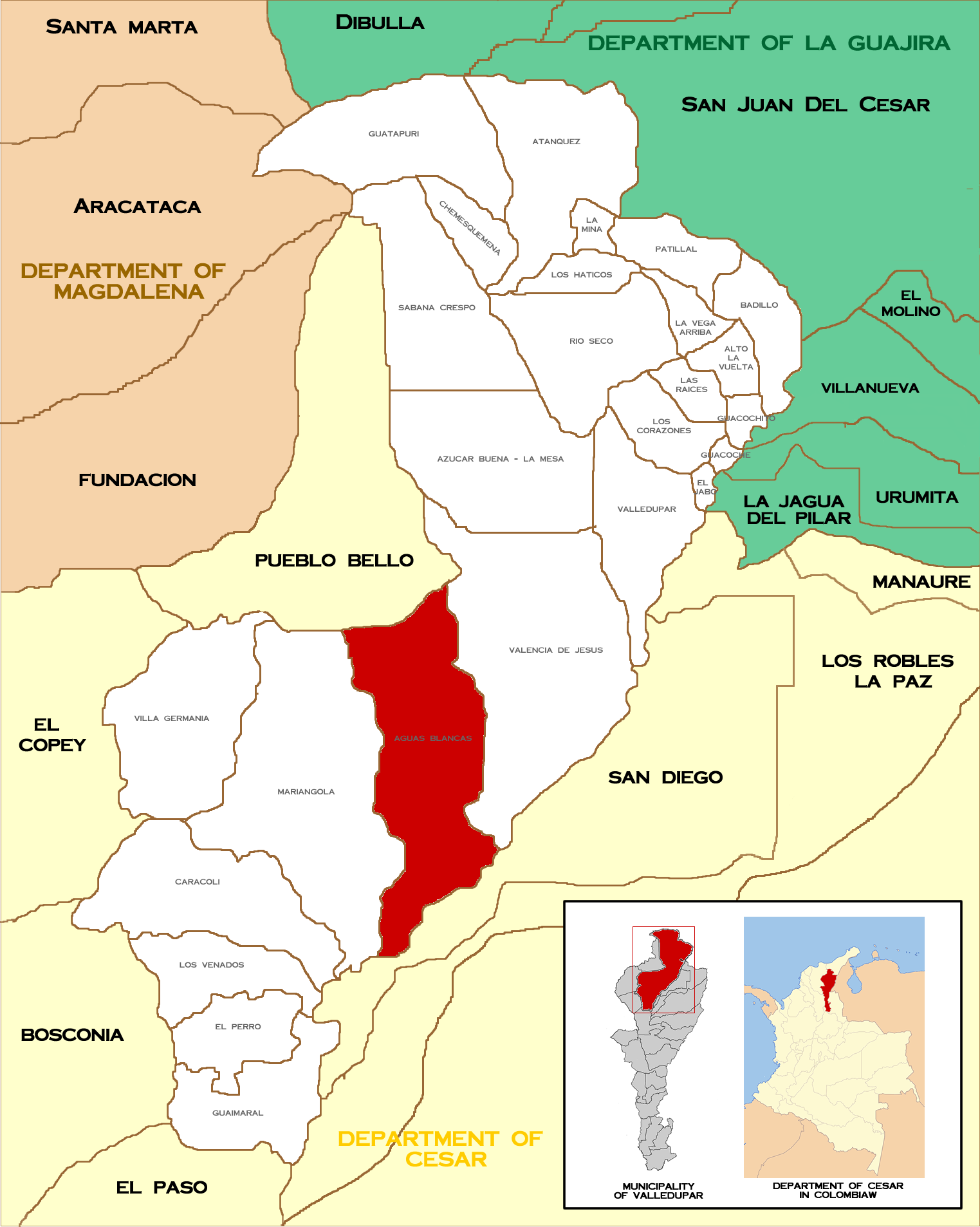
Ubicación de Aguas Blancas en el municipio de Valledupar

### Barrios y veredas
El centro poblado Aguas Blancas tiene cuatro barrios: San Rafael, San Martín, El Carmen, La Concepción
Las siguientes son las veredas bajo su área de influencia:
Norte
- La Sierrita
- La sierra
- Nueva idea
- El túnel
- El silencio
- Casa blanca

Sur
- Capital
- La macuira

Este
- la guitarra

## Economía
La economía del centro poblado está basada en la pequeña agricultura con los cultivos de pan coger maíz, guinero, yuca, café,cacao y frijol. Además del sector agricultura, hay varias fincas dedicadas a la ganadería extensiva y la producción de queso costeño y suero criollo se pueden encontrar en Delicias del Campo propietario Francisco Romero Gutiérrez que se encuentra ubicado en la calle principal. 
A partir de 2015, se inició un proyecto para desarrollar la piscicultura con microempresas para la cría de tilapia.

## Comidas Típicas
las comidas típicas son:
º Gallina criolla guisada con arroz blanco y Patacón con jugo natural.
º Pescado frito y guisado con yuca o arroz con coco.
Todas estas comidas se puede encontrar en los cuatro restaurantes principales: Donde Roquelina, Fracce, La Puerta del Sol y La Ceiba ubicados en la calle principal.

## Cultura

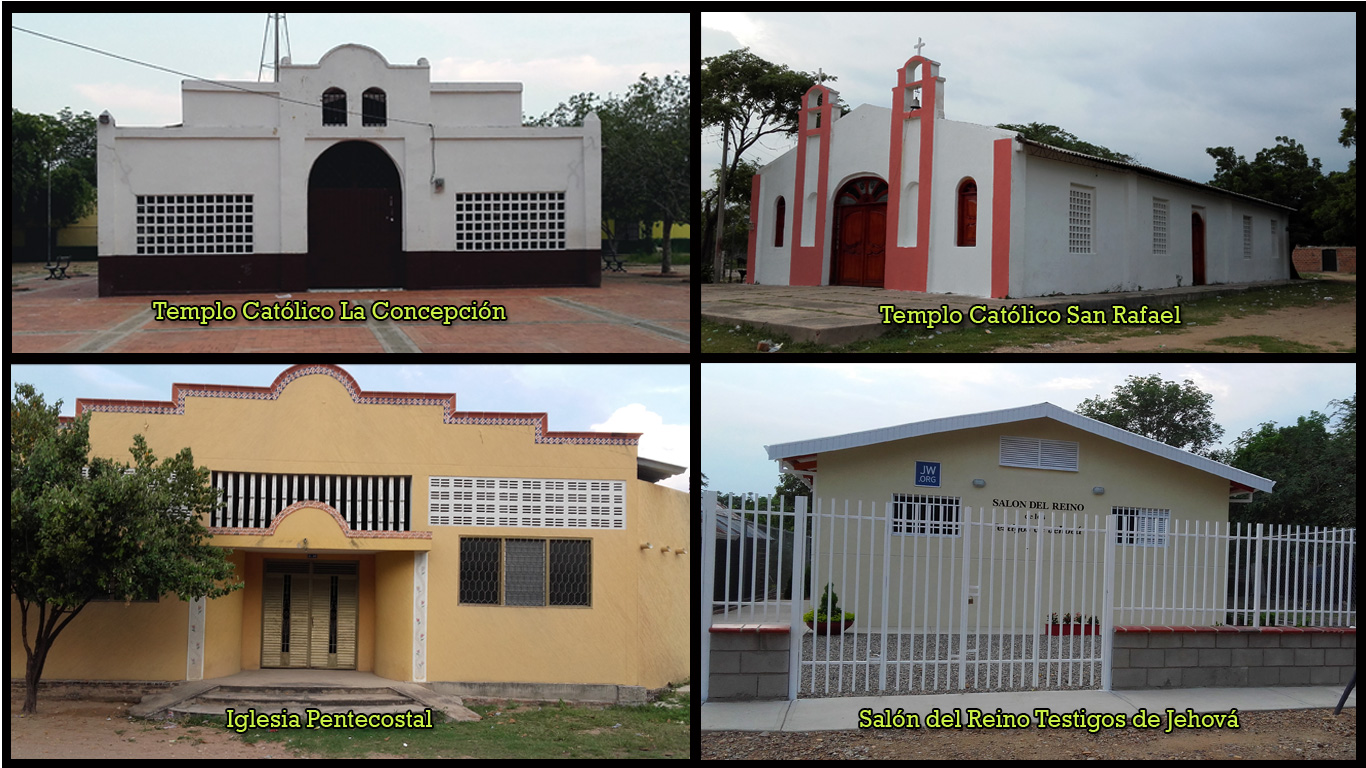
Principales templos religiosos del centro poblado Aguas Blancas de Valledupar.

Los habitantes de Aguas Blancas celebran las fiestas de la Virgen del Carmen, a mediados del mes de julio cada año. También festejan las fiestas en honor a San Rafael Arcángel, que se celebran el 24 de octubre. Las fiestas llevan a cabo también celebraciones en honor a san Martín de Loba,  el 11 de noviembre anualmente y las fiestas en honor a la Virgen de la Inmaculada Concepción, que se llevan a cabo cada 7 de diciembre. También se celebra el día del carnaval de barraquilla el 21 de enero

## Educación
La institución educativa de educación media de Aguas Blancas es la sede principal, está situado en el barrio La Concepción; cuenta con doble jornada, ocho aulas de clase con un laboratorio y también tiene dos salas de sistema y una sala biblioteca y cuenta con una cancha de microfútbol. Cuando los estudiantes terminan el bachillerato salen con un título de técnico en sistema o técnico ambiental. La institución cuenta con diez profesores. Aguas Blancas tiene dos instituciones educativas de primaria; la “Escuela Rural Mixta No. 1” y la “Escuela Rural Mixta No. 2”. La Escuela Rural Mixta No. 2 San Rafael cuenta con dos jornadas en las cuales asisten niños de primaria. Esta jornada cuenta con seis aulas y un preescolar. La Escuela San Rafael está ubicada detrás de la Policía.
Dentro de la sede de San Rafael hay un parque donde los niños pueden jugar y divertirse pero hace unos meses el parque se ha ido deteriorando por las lluvias y otras cosas más. La escuela cuenta con un tanque elevado en donde los baños están bien cuidados y tienen buena higiene.
Otra de estas es el acueducto donde los niños cuentan con toda la cantidad de agua posible que le sirven para tomar, lavarse las manos y hacer actividades.
Los profesores cuentan con sus materiales necesarios para educar a todos los niños que acuden a la sede.

## Transporte
El centro poblado es atravesado por la carretera de la Ruta Nacional 80, vía Valledupar-Bosconia.